# 26. ročník udílení Zlatých glóbů
26. ročník udílení Zlatých glóbů se konal 24. února 1969 v sále Cocoanut Grove hotelu Ambassador v Los Angeles. Organizátorem předávání filmových cen Zlatý glóbus je Asociace zahraničních novinářů sdružených v Hollywoodu.
Nejvíce cen, tři, získala Zeffirelliniho romance Romeo a Julie natočená podle klasiky Williama Shakespeara. Film vyhrál v kategorii zahraniční film v anglickém jazyce a hlavní představitelé si odnesli ceny za objev roku. Nejlepším dramatickým filmem však byl vyhlášen historický Lev v zimě. Ze sedmi nominací proměnil dvě.
Paul Newman byl vyhlášen nejlepším režisérem za film Rachel, Rachel a jeho manželka Joanne Woodward byla za stejný film vyhlášena nejlepší dramatickou herečkou. Jiná manželská dvojice, Alan a Marilyn Bergmanovi, získali cenu za text písně k filmu Případ Thomase Crowna. V jejich kariéře šlo o první z celkově čtrnácti nominací, které obdrželi v kategorii filmová píseň. Glóby však vyhráli jenom dva. Scenárista Sterling Silliphant získal Zlatý glóbus druhý rok po sobě.
Muzikál Oliver!, který v tom roce vévodil udílení Oscarů, byl omylem zahrnut do kategorie nejlepší hudba. Po zjištění chyby byl skladatel a autor knižní předlohy Lionel Bart vyřazen z hlasovacího lístku. Hudbu k původnímu muzikálu složil Bart, ale hudba k filmu je od Johnnyho Greena.

## Vítězové a nominovaní

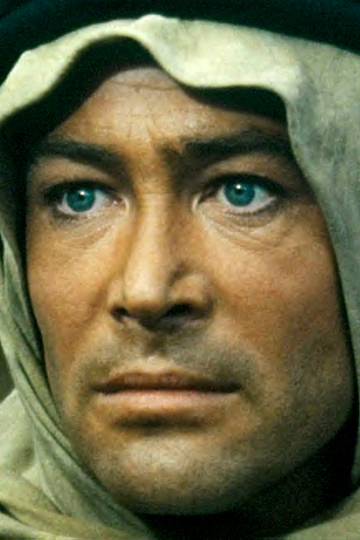
Nejlepší dramatický herec Peter O'Toole (záběr z filmu Lawrence z Arábie

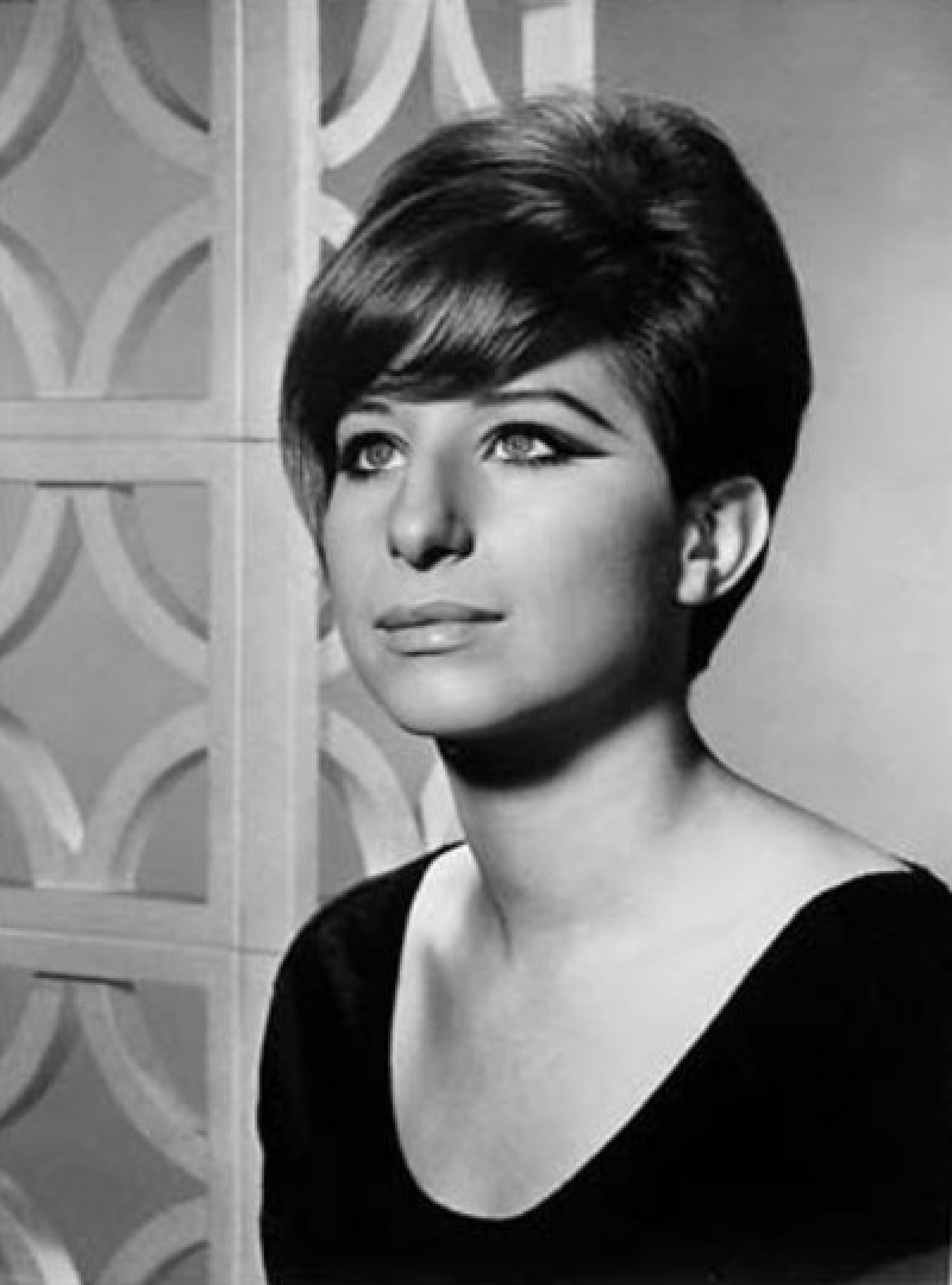
Nejlepší komediální nebo muzikálová herečka Barbra Streisand

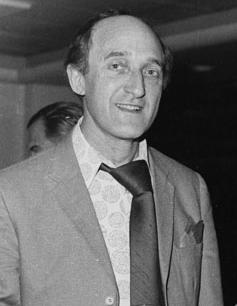
Nejlepší komediální nebo muzikálový herec Ron Moody

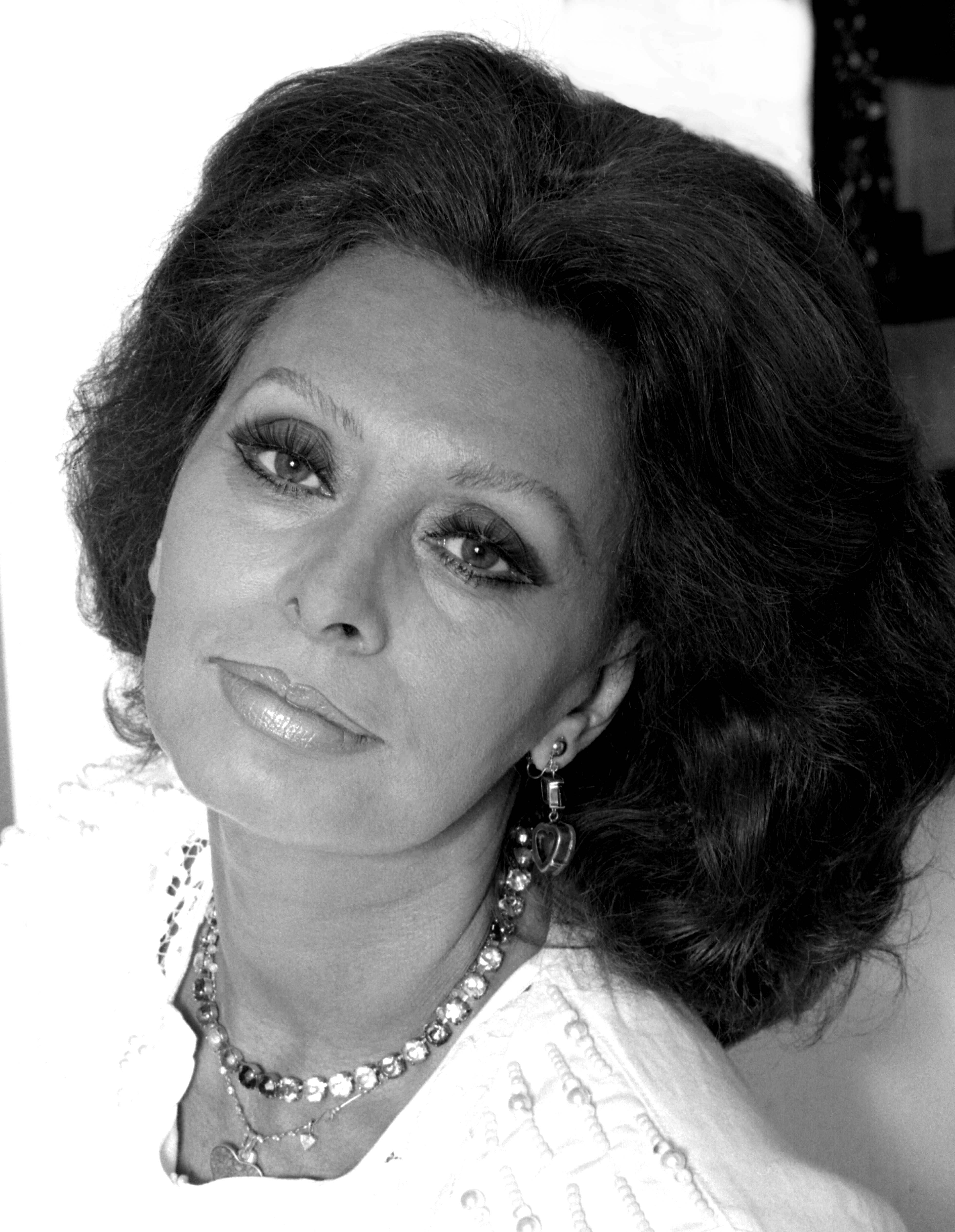
Sophia Loren získala už potřetí cenu Henrietta

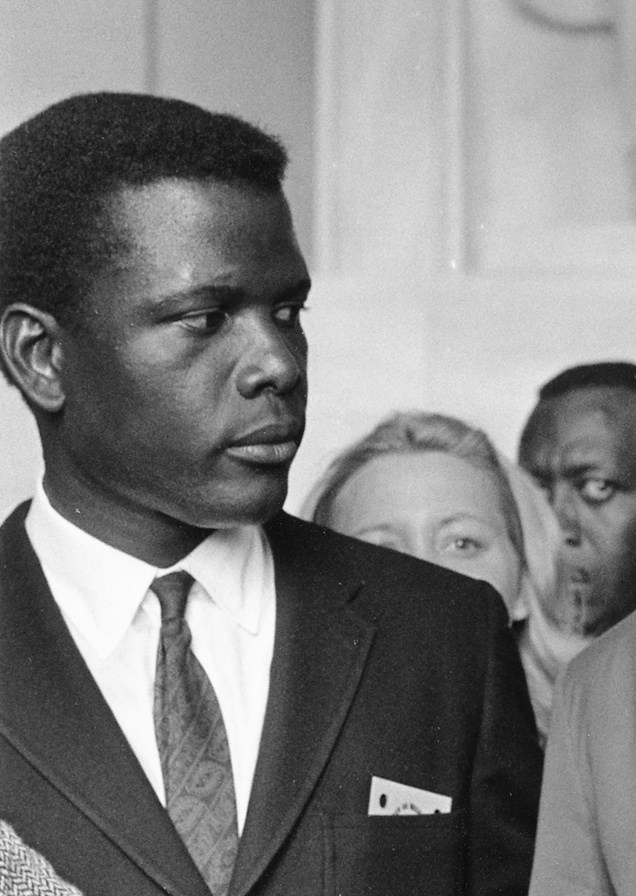
Sidney Poitier vyhrál cenu Henrietta

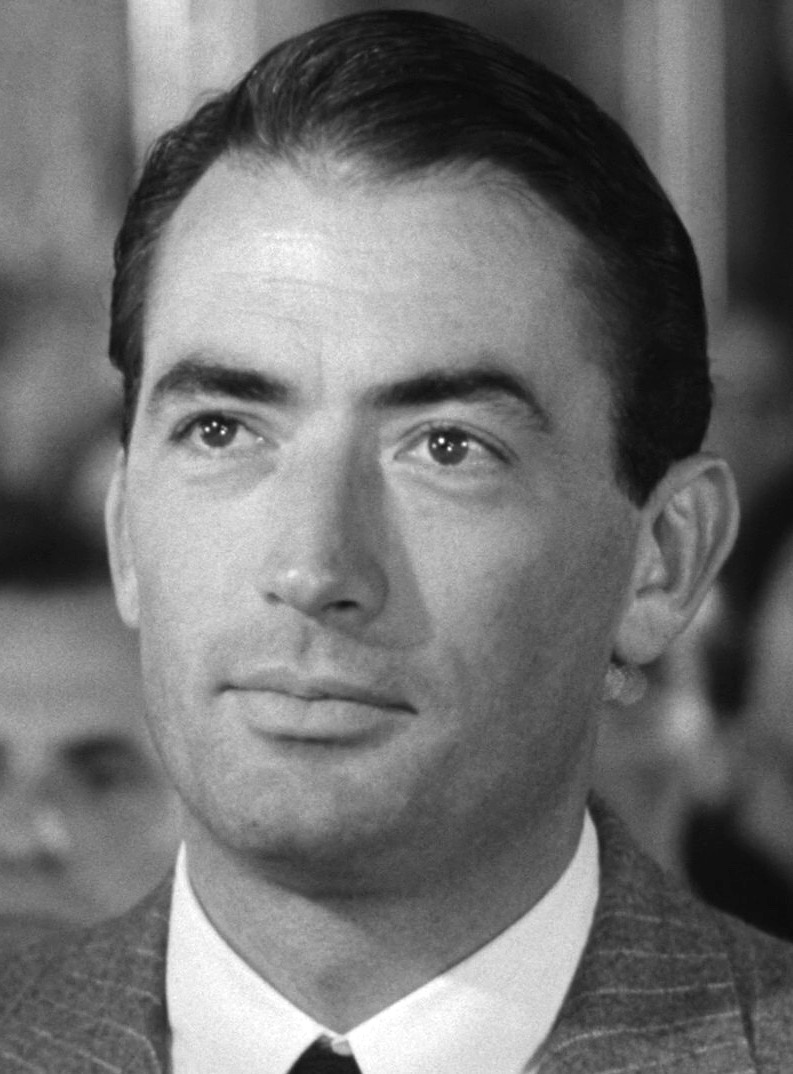
Cena Cecila B. DeMilla byla udělena Gregoru Peckovi

### Filmové počiny

#### Nejlepší film (drama)
- Lev v zimě – producent Martin Poll
- Charly – producent Ralph Nelson
- The Fixer – producent Edward Lewis
- Srdce je osamělý lovec – producent Marc Merson, Thomas C. Ryan
- The Shoes of the Fisherman – producent George Englund

#### Nejlepší film (komedie / muzikál)
- Funny Girl – producent Ray Stark
- Divotvorný hrnec – producent Joseph Landon
- Podivný pár – producent Howard W. Koch
- Oliver! – producent John Woolf
- Tvoje, moje a naše – producent Robert F. Blumofe

#### Nejlepší režie
- Paul Newman – Rachel, Rachel
- Anthony Harvey – Lev v zimě
- Carol Reed – Oliver!
- William Wyler – Funny Girl
- Franco Zeffirelli – Romeo a Julie

#### Nejlepší herečka (drama)
- Joanne Woodward – Rachel, Rachel
- Mia Farrow – Rosemary má děťátko
- Katharine Hepburn – Lev v zimě
- Vanessa Redgrave – Isadora
- Beryl Reid – Likvidace sestry George

#### Nejlepší herečka (komedie / muzikál)
- Barbra Streisand – Funny Girl
- Julie Andrews – Star!
- Lucille Ball – Tvoje, moje a naše
- Petula Clark – Divotvorný hrnec
- Gina Lollobrigida – Dobrý den, paní Campbellová!

#### Nejlepší herec (drama)
- Peter O'Toole – Lev v zimě
- Alan Arkin – Srdce je osamělý lovec
- Alan Bates – The Fixer
- Tony Curtis – Bostonský případ
- Cliff Robertson – Charly

#### Nejlepší herec (komedie / muzikál)
- Ron Moody – Oliver!
- Fred Astaire – Divotvorný hrnec
- Jack Lemmon – Podivný pár
- Walter Matthau – Podivný pár
- Zero Mostel – Producenti

#### Nejlepší herečka ve vedlejší roli
- Ruth Gordon – Rosemary má děťátko
- Barbara Hancock – Divotvorný hrnec
- Abbey Lincoln – For Love Of Ivy
- Sondra Locke – Srdce je osamělý lovec
- Jane Morrow – Lev v zimě

#### Nejlepší herec ve vedlejší roli
- Daniel Massey – Star!
- Beau Bridges – For Love Of Ivy
- Ossie Davis – Lovci skalpů
- Hugh Griffith – The Fixer
- Hugh Griffith – Oliver!
- Martin Sheen – The Subject Was Roses

#### Objev roku – herečka
- Olivia Hussey – Romeo a Julie
- Ewa Aulin – Candy
- Jacqueline Bisset – The Sweet Ride
- Barbara Hancock – Divotvorný hrnec
- Sondra Locke – Srdce je osamělý lovec
- Leigh Taylor-Young – Miluji tě, Alice B. Toklasová!

#### Objev roku – herec
- Leonard Whiting – Romeo a Julie
- Alan Alda – Papírový lev
- Daniel Massey – Star!
- Michael Sarrazin – The Sweet Ride
- Jack Wild – Oliver!

#### Nejlepší scénář
- Sterling Silliphant – Charly
- Dalton Trumbo – The Fixer
- James Goldman – Lev v zimě
- Mel Brooks – Producenti
- Roman Polanski – Rosemary má děťátko

#### Nejlepší hudba
- Alex North – The Shoes of the Fisherman
- Richard M. Sherman, Robert B. Sherman – Chitty Chitty Bang Bang
- John Barry – Lev v zimě
- Nino Rota – Romeo a Julie
- Christopher Komeda – Rosemary má děťátko
- Michel Legrand – Případ Thomase Crowna

#### Nejlepší filmová píseň
- „The Windmills Of Your Mind“ – Případ Thomase Crowna, hudba Michel Legrand, text Alan Bergman, Marilyn Bergman
- „Buona Sera, Mrs. Campbell“ – Dobrý den, paní Campbellová!, hudba a text Melvin Frank, Riz Ortolani
- „Chitty Chitty Bang Bang“ – Chitty Chitty Bang Bang, hudba a text Richard M. Sherman, Robert B. Sherman
- „Funny Girl“ – Funny Girl, hudba Jule Styne, text Bob Merrill
- „Star!“ – Star!, hudba a text James Van Heusen, Sammy Cahn

#### Nejlepší zahraniční film (v jiném než anglickém jazyce)
- Voyna i mir – režie Sergej Bondarčuk, Sovětský svaz
- Nevěsta byla v černém – režie François Truffaut, Francie
- Nákupčí peří – režie Aleksandar Petrović, Jugoslávie
- Hanba – režie Ingmar Bergman, Švédsko
- Ukradené polibky – režie François Truffaut, Francie

#### Nejlepší zahraniční film (v anglickém jazyce)
- Romeo a Julie – režie Franco Zeffirelli, Velká Británie / Itálie
- Benjamin aneb Deník panice – režie Michel Deville, Francie
- Dobrý den, paní Campbellová! – režie Melvin Frank, Velká Británie
- Joanna – režie Michael Sarne, Velká Británie
- Smůla na patách – režie Ken Loach, Velká Británie

### Televizní počiny

#### Televizní seriál
- Rowan & Martin's Laugh-In
- The Carol Burnett Show
- The Doris Day Show
- Julia
- The Name Of the Game

#### Herec v seriálu
- Carl Betz – Judd, For the Defense
- Raymond Burr – Garrison's Gorillas
- Peter Graves – Mission: Impossible
- Dean Martin – The Dean Martin Show
- Efrem Zimbalist – The F.B.I.

#### Herečka v seriálu
- Diahann Carroll – Julia
- Doris Day – The Doris Day Show
- Hope Lange – The Ghost & Mrs. Muir
- Elizabeth Montgomery – Bewitched
- Nancy Sinatra – The Nancy Sinatra Show

### Zvláštní ocenění

#### Henrietta Award (Oblíbenci světového filmu)
- herečka Sophia Loren
- herec Sidney Poitier
- herečka Julie Andrews
- herečka Elizabeth Taylor
- herec Richard Burton
- herec Sean Connery

#### Cena Cecila B. DeMilla
- Gregory Peck